# Ken Buchanan
Ken Buchanan (Edimburgo, 28 giugno 1945 – 1º aprile 2023) è stato un pugile britannico, nato in Scozia. Campione del mondo dei pesi leggeri tra il 1970 e il 1972 e campione europeo della stessa categoria tra il 1974 e il 1975, è considerato ancora oggi il miglior pugile mai nato in Scozia. La International Boxing Hall of Fame lo ha riconosciuto fra i più grandi pugili di ogni tempo. Nel 2001 la rivista The Ring lo ha collocato al 16º posto in una propria classifica dei migliori pesi leggeri della storia del pugilato..

## Biografia
Professionista dal 1965, è diventato campione del mondo WBA dei pesi leggeri il 26 settembre 1970 battendo ai punti il panamense Ismael Laguna a San Juan. 
Buchanan mantenne la cintura WBA contro Rubén Navarro il 12 febbraio 1971, conquistando contemporaneamente il riconoscimento di campione del mondo anche dalla WBC. Batté poi per Kot all'ottavo round l'ex campione del mondo dei pesi superleggeri Carlos Hernández in un match non valido per il titolo. Poi fu dichiarato decaduto dalla WBC per non aver difeso il titolo contro lo spagnolo Pedro Carrasco. Lo scozzese difese comunque vittoriosamente la cintura WBA una seconda volta contro Laguna il 13 settembre 1971. 
Successivamente, salito sul ring con all'attivo l'impressionante record di 43 vittorie, di cui ben 23 per KO ed una sola sconfitta, perse il titolo contro Roberto Durán il 26 giugno 1972 al Madison Square Garden di New York. Il pugile panamense stese il campione con un gancio destro all'inizio del primo round, ma il combattimento terminò in maniera controversa. Allo scadere del 13º round, infatti, Duran colpì Buchanan con un probabile colpo sotto la cintura. Poiché lo scozzese non riusciva più a proseguire, l'arbitro assegnò la vittoria per KO al panamense che si laureò nuovo campione del Mondo dei pesi leggeri per la WBA, nonostante le proteste di Buchanan.
Il pugile scozzese tornò a vincere due mesi dopo, abbattendo al 6º round l'anziano ex campione del mondo dei leggeri e dei superleggeri Carlos Ortiz, antico avversario di Duilio Loi. 
Il 1 maggio 1974, a Cagliari, conquistò il titolo di campione europeo a spese di Antonio Puddu, per Kot al sesto round. Difese vittoriosamente la cintura, a Parigi contro Leonard Tavarez e a Cagliari contro Giancarlo Usai. In entrambi i casi vinse prima del limite. 
Il suo nuovo tentativo di riconquistare il titolo mondiale dei leggeri nella versione WBC fallì a Tokyo contro il giapponese Guts Ishimatsu, ai punti, il 27 febbraio 1975. Parimenti quello contro il connazionale Charlie Nash, il 6 dicembre 1979, per il titolo europeo, sempre ai punti.